# Lamprogaster violacea
Lamprogaster violacea är en tvåvingeart som först beskrevs av Macquart 1843.  Lamprogaster violacea ingår i släktet Lamprogaster och familjen bredmunsflugor. Inga underarter finns listade i Catalogue of Life.